# Museu Etnográfico de Vila Chã de Sá
O  Ecomuseu de Vila Chã de Sá ou Museu Etnográfico de Vila Chã de Sá está localizado na freguesia Vila Chã de Sá em Viseu.